# Vampirina
 (novembre 2019).
Le contenu est difficilement compréhensible vu les erreurs de traduction, qui sont peut-être dues à l'utilisation d'un logiciel de traduction automatique.
Vampirina est une série télévisée d'animation pour enfants américano-irlandaise en 75 épisodes de 24 minutes, créée par Chris Nee et produite par Norton Virgien, et diffusée entre le 1er octobre 2017 et le 28 juin 2021 sur Disney Junior. Elle est basée sur la série de livres Vampirina Ballerina écrits par Anne Marie Pace et illustrés par LeUyen Pham, publié par Disney-Hyperion.
Au Québec, elle a été diffusée sur La Chaîne Disney et en France sur Disney Junior France.

## Synopsis
Vampirina suit l'histoire de Vampirina « Vee » Hauntley, devenue la nouvelle venue après son déménagement avec sa famille de Transylvanie en Pennsylvanie. La famille ouvre un Bed & Breakfast local appelé le Scare B & B, qui accueille des goules, des vampires et des gobelins. La famille Hauntley doit apprendre à faire les choses à la « Pennsylvanienne », en particulier lorsque Vee est à l'école, tout en gardant secrète leur vie de monstre afin que les humains ne puissent pas leur faire peur.

## Personnages

### Principaux
- Vampirina « Vee » Hauntley (doublé par Isabella Crovetti)[2] - Un vampire de 200 ans[3]. Contrairement aux livres, dans l'adaptation télévisée, elle et sa famille ont la peau bleue[2]. Elle est la chanteuse et joueuse spookulele de son groupe, les Monstrueuses.
- Oxana Hauntley (doublé par Lauren Graham)[2] - La mère de Vee, copropriétaire du Scare B & B.

- Boris Hauntley (doublé par James Van Der Beek)[2] - Le père de Vee, qui est le copropriétaire du Scare B & B.

- Nanpire Hauntley (doublé par Patti LuPone)[2] - La grand-mère de Vee.

- Grandpire Hauntley (doublé par Brian Stokes Mitchell)[2] Le grand-père de Vee.

- Gregoria (doublé par Wanda Sykes)[2] - Une gargouille de 473 ans et le partenaire de Vee.

- Edna Peepleson (doublé par Cree Summer)[2] - Le voisin d'à côté du Hauntley et la mère de Poppy et d'Edgar.
- Demi (doublé par Mitchell Whitfield) - Un fantôme qui vit avec les Hauntleys.
- Chef Giovanni Peronné (doublé par Ian James Corlett) - Un squelette qui est le chef cuisiner du Scare B & B. Il parle avec un accent français.
- Poppy Peepleson (doublé par Jordan Alexa Devis) - La fille d'Edna et le meilleur ami et acolyte de Vee. Elle est la seule humaine à connaître avec Bridget la véritable identité de Vee. Elle est le batteur des Ghoul Girls.
- Bridget (doublé par ViviAnn Yee) - Une fille très timide est nerveuse qui est une autre amie de Vee. Avec Poppy, elle est le seul être humain à connaître la véritable identité de Vee. Elle a un chat siamois appelé Miss Cuddlecakes. Elle est la bassiste des Ghoul Girls.
- Edgar Allan Peepleson (doublé par Benji Risley) - le frère jumeau de Poppy la meilleure amie de Vee il gère un vlog.
- Pilou (doublé par Dee Bradley Baker) - un chien violet qui est l'animal de compagnie des Hauntley et qui prend une forme semblable à celui d'un loup-garou pendant la pleine-lune ou en buvant du lait.

### Récurrents
- Phoebe (doublé par Sanai Victoria) - Une petite sorcière qui apparaît pour la première dans l'épisode La petite sorcière.
- Mr Gore (doublé par Dee Bradley Baker) - Le nouveau professeur de Vee.

### Invités
- Cosmina et Narccissa (doublé respectivement par Alex Ellis et Laraine Newman) - Deux sœurs vampires utilisant Internet et âgées de 800 ans qui étaient invitées au Scare B & B.
- Roi Pepi (doublé par Andrew Rannells) - Une momie d'Egypte et viel ami des parents de vee.
- Tante Olga Hauntley (doublé par Kari Wahlgren) - La tante de Vampirina.
- Nosfy Hauntley (doublée par Kari Wahlgren) - La petite cousine de Vampirina.
- Matilda (doublé par Lara Jill Miller) - Un monstre câlin snuggot.
- M. Froufington (doublé par Phil LaMarr) - Un fin gourmet qui se rend au Scare B & B pour goûter à la nourriture d'Oxana.
- Les harpies - Le groupe préféré de Vee.
- Boutons (doublé par Nika Futterman) - Un monstre bleu câlin.
- Hornadette et Shriekia (doublé par Georgie Kidder et Debi Derryberry, respectivement) - Un monstre à deux têtes dont les deux têtes sont des sœurs.
- Rusty Topsail (doublé par Christian Borle) - Un pirate fantôme.
- Bob Bigfoot (doublé par Ethan Suplee) - Un vieil ami de Boris souvent appelé « Oncle Bob » par Vee.
- Poltergeist Pat (doublé par Adam DeVine) - Un chanteur sans scrupules.
- Frankenstein (doublé par Skylar Astin) - Un vieil ami de Boris qui a tendance à oublier des choses.
- La petite amie de Frankenstein (doublé par Anna Camp) - La petite amie de Frankenstein qui s'est fiancée.
- Esmeralda (doublée par Rachel Bloom) - La voyante qui a toujours raison et prédit quelque chose de triste à Vampirina
- Swampy (doublée par Charlotte Hervieux) - Une monstre des marais

## Voix françaises
- Kaycie Chase : Vee Hauntley
- Angélique Heller : Vampirina et l'interprète du générique
- Emmylou Homs : Poppy
- Armelle Gallaud : Briana
- Maryne Bertieaux : Bridget
- Anaïs Delva : FrankenStacey (1re voix)
- Aurélie Konaté : FrankenStacey (2e voix)
- Magali Rosenzweig : Oxana
- Diane Dassigny : Cosmina
- Clara Quilichini : Phoebe
- Marie Chevalot : Cléo
- Marc Arnaud : Boris
- Marion Posta : Gregoria
- Sauvane Delanoë : Edgar
- Léovanie Raud : Edna Peepleson
- Jérémy Bardeau : Blobby
- Cécile Gatto : Drake
- Clara Soares : Raquelita
- Frédérique Cantrel : Nanpire, la grand-mère
- Pascal Nowak : Roi Pepi
- Fred Colas : Cavalier-sans-tête
- Benjamin Gasquet : Demi
- Olivier Podesta : Fée des dents
- Thierry Gondet : Milo Thatch (voix chantée)

 Source et légende : version française (VF) sur RS Doublage et Planète Jeunesse

## Production et développement
Disney Junior a annoncé la série en mars 2016.
Elle présente une grande partie du personnel ayant travaillé sur la série Docteur La Peluche de Chris Nee.
En janvier 2018, une deuxième saison a été annoncée par Disney, dont le premier épisode a été diffusé le 7 décembre 2018.
Une troisième saison a été annoncée le 7 septembre 2018.

## Épisodes
| Saison | Saison | Épisodes | États-Unis       | États-Unis       |
| Saison | Saison | Épisodes | Début de saison  | Fin de saison    |
| ------ | ------ | -------- | ---------------- | ---------------- |
|        | 1      | 25       | 1er octobre 2017 | 23 novembre 2018 |
|        | 2      | 26       | 7 décembre 2018  | 10 avril 2020    |
|        | 3      | 25       | 5 octobre 2020   | 28 juin 2021     |

### Saison 1 (2017-18)
La première saison de 24 épisodes a été diffusée du 1er octobre 2017 au 23 novembre 2018.
L'ordre des épisodes de la saison 1 est le suivant
1. Les nouveaux voisins/L'auberge à cauchemars
2. Soirée pyjama/Premier jour d'école
3. La fête surprise/Duel de danse
4. Un problème épineux/Mais où est la momie
5. Les vampisitters/Tous pour demi
6. Vamping dans les bois/Le ronflement du monstre
7. Un os dans la soupe/Les louvettes de Pennsylvanie
8. Cache-cache-cri/L'apprentie sorcière
9. Week-end de Vampire/L'oiseau qui en savait trop
10. Les Monstreuses/Soirée jeux
11. Le grand nettoyage/Le concours canin
12. Apprentie Créaturopathe/Leçons d'épouvante
13. La chauve-sougrippe/La magie des mots
14. Mamie Goule en Pennsylvanie/Deux têtes valent mieux qu'une
15. La saint-Hurlantin/Une nouvelle remplaçante
16. L'avillenersaire/Les lapins de poussière
17. Vampirina, la ballerine/La chasse aux trésors
18. La fête des momies/Dansylvanie
19. Boris l'acrobate/Le stand de citronnade
20. Une bonne frayeur/L'oncle Yéti
21. Crocs de lait/Le thé transylvanien
22. Bienvenue à la maison
23. La comtesse Vampirina/Lumières, caméras, frissons
24. La nuit hantée/Concours d'inventions
25. La nuit de la Lune Sanguine/Jour de neige

### Saison 2 (2018-19)
La deuxième saison est diffusée à partir du 7 décembre 2018.
1. Les alliances magiques/Le concours de sépulture
2. Votez Vampirina/Où est passé Pilou
3. La randonnée des Louvettes/Monstres et humains
4. Croque Mission/Vidéos à gogo
5. Le bébé dragon/La cohabitation
6. Soirée plage/Gregoria prend son envol
7. La famille monstrueuse/La chasse aux œufs
8. Un voisin pas comme les autres/Vampirina gère l'auberge
9. Le balai d'anniversaire/Le championnat de Basketball
10. L'anniversaire de mamie Goule/Miroir miroir
11. Chasse aux bonbons/On recommence
12. Le concours de citrouilles/Un invité glacé
13. La vie est une chanson/Une inspection cauchemardescre
14. Le jour des ancêtres/Les voeux d'Edgar
15. Le conseille des terreurs/La baie hantée
16. Les filles Hauntley/Une maison pas si hantée
17. L'éfroillable noël de Gregoria/Fiêvre acheteuse
18. La grande Esmeralda/Potions et croassements
19. Le petit frère de Gregoria/À la recherche du yéti
20. Arrivederci Giovani/Oxana prend les reines de la fête
21. Les loup-garrettes de Transylvanie

### Saison 3 (2020)
La troisième saison est diffusée à partir du 5 octobre 2020.
1. Le normaloïde/Les griffes portes bonheurs
2. Les pièces secrètes/La goulrid'art!
3. Les monstrueuses en tournée/À bicyclaile
4. Une journée avec Nosfi/Amicalement don gluant
5. Deux Halloweens valent mieux qu'un/La soirée pyja-monstre
6. Le fantôme de l'auditorium/Mémoire et mauvais sort
7. Un week-end avec grand-pire/Un bleu à lave
8. La foire aux créatures/Le monstre miroir
9. Le buste en marbre/Le fan mystère
10. Les recettes de Giovani/Papa accompagnateur
11. La leçon de surf/Logique géologique
12. Histoire d'épouvante/Vampéritage
13. chenil la chenille/Biscuits et prédictions
14. La boule de cristal/Le zombi-bot
15. Défilé hanté/Jumeaux grumeaux
16. Bora la Banshee/Le spa monstrueux
17. Les cadeaux du Pire noël/L'homme des neiges peureux
18. La réveillon du nouveau siècle/Bridget la courageuse
19. Film de familles/Bataille de batteurs
20. Les bébée loup-garous/Edgar la monstrueuse
21. Frisson d'avril/Monsieur grinçant déménage
22. Le festival de la luciole/La baguette de Vampirina
23. Un troll dans le laboratoire/Trésor international
24. La fête des papas/Giovani à la main verte
25. Bienvenue chez nous